# Holter Graham
Holter Ford Graham (ur. 11 lutego 1972 w Baltimore) – amerykański aktor filmowy, telewizyjny i głosowy.

## Życiorys
Urodził się w Baltimore, w Maryland jako syn Ann Clary Graham i Hugh Davisa Grahama. Zdobył tytuł licencjata i magistra sztuk pięknych w dziedzinie kreatywnego pisania. Został też certyfikowanym mechanikiem samochodowym i motocyklowym.
Jego debiutem filmowym była rola Deke’a Kellera w komedii grozy Stephena Kinga Maksymalne przyspieszenie (Maximum Overdrive, 1986) u boku Emilia Esteveza. Następnie wystąpił w komedii Johna Watersa Lakier do włosów (Hairspray, 1988) jako I.Q., horrorze George’a A. Romero i Dario Argento Oczy Szatana (Due occhi diabolici, 1990) w roli Christiana z Harveyem Keitelem, muzycznej komedii romantycznej Johna Watersa Beksa (Cry-Baby, 1990) jako rozbierający się pokerzysta z udziałem Johnny’ego Deppa, przygodowym dramacie familijnym Droga do domu (Fly Away Home, 1996) jako Barry Stickland z Jeffem Danielsem, dramacie kryminalnym Six Ways to Sunday (1997) w roli Maddena, przyjaciela Harry’ego (Norman Reedus), melodramacie Spin the Bottle (2000) jako Jonah, komedii Jill Hennessy The Acting Class (2000) z Alekiem Baldwinem i horrorze Offspring (2009) na podstawie scenariusza Jacka Ketchuma jako Manetti z Pollyanna McIntosh. Ma też na swoim koncie role w serialach i kilka ról głosowych. Użyczył głosu m.in. Leo Kasperowi w grze Manhunt 2 i Samowi Odessie w grze Red Dead Redemption. Obie gry zostały wyprodukowane przez Rockstar Games.
W 2010 u Grahama zdiagnozowano ostrą białaczkę limfoblastyczną. Aktor został uratowany poprzez przeszczepienie szpiku kostnego.